# Campionat d'Europa de futbol 1996
L'Eurocopa de futbol de 1996 es va disputar Anglaterra, entre el 8 i 30 de juny de 1996. Va ser la primera edició de l'Eurocopa amb setze equips participants en el torneig final, ampliant els 8 anteriors equips. El lema triat per l'organització anglesa va ser Football comes home (El futbol torna a casa), en referència a l'afirmació que els orígens de l'esport es troben a les Illes Britàniques. La selecció d'Alemanya va aconseguir el seu tercer campionat, convertint-se en el clar dominador d'Europa, encara que va ser el seu primer gran torneig guanyat com Alemanya unificada, ja que les seves anteriors dos Eurocopes i les seves tres Copes del Món les va aconseguir com Alemanya Federal. En la final van aconseguir imposar-se a la gran revelació del torneig, la selecció de la República Txeca.

## Països participants
| Equips participants | Equips participants | Equips participants | Equips participants |
| ------------------- | ------------------- | ------------------- | ------------------- |
| Alemanya            | Escòcia             | Itàlia              | Romania             |
| Bulgària            | Espanya             | Països Baixos       | Rússia              |
| Croàcia             | França              | Portugal            | Suïssa              |
| Dinamarca           | Anglaterra          | República Txeca     | Turquia             |

## Seus
| Ciutat     | Estadi                 | Capacitat |
| ---------- | ---------------------- | --------- |
| Birmingham | Villa Park             | 42.573    |
| Leeds      | Elland Road            | 39.457    |
| Liverpool  | Anfield                | 45.362    |
| Londres    | Wembley                | 80.000    |
| Manchester | Old Trafford           | 68.217    |
| Newcastle  | St. James' Park        | 52.387    |
| Nottingham | City Ground            | 30.602    |
| Sheffield  | Estadi de Hillsborough | 39.859    |

## Primera fase

### Grup A
| Equip         | Pts | PJ | PG | PE | PP | GF | GC |
| ------------- | --- | -- | -- | -- | -- | -- | -- |
| Anglaterra    | 7   | 3  | 2  | 1  | 0  | 7  | 2  |
| Països Baixos | 4   | 3  | 1  | 1  | 1  | 3  | 4  |
| Escòcia       | 4   | 3  | 1  | 1  | 1  | 1  | 2  |
| Suïssa        | 1   | 3  | 0  | 1  | 2  | 1  | 4  |

Els Països Baixos es van classificar per davant d'Escòcia per tindre major nombre de gols a favor, ja que van empatar a punts, en el partit entre ambdós equips (0:0) i en la diferència de gols marcats i rebuts.

### Grup B
| Equip    | Pts | PJ | PG | PE | PP | GF | GC |
| -------- | --- | -- | -- | -- | -- | -- | -- |
| França   | 7   | 3  | 2  | 1  | 0  | 5  | 2  |
| Espanya  | 5   | 3  | 1  | 2  | 0  | 4  | 3  |
| Bulgària | 4   | 3  | 1  | 1  | 1  | 3  | 4  |
| Romania  | 0   | 3  | 0  | 0  | 3  | 1  | 4  |

### Grup C
| Equip           | Pts | PJ | PG | PE | PP | GF | GC |
| --------------- | --- | -- | -- | -- | -- | -- | -- |
| Alemanya        | 7   | 3  | 2  | 1  | 0  | 5  | 0  |
| República Txeca | 4   | 3  | 1  | 1  | 1  | 5  | 6  |
| Itàlia          | 4   | 3  | 1  | 1  | 1  | 3  | 3  |
| Rússia          | 1   | 3  | 0  | 1  | 2  | 4  | 8  |

### Grup D
| Equip     | Pts | PJ | PG | PE | PP | GF | GC |
| --------- | --- | -- | -- | -- | -- | -- | -- |
| Portugal  | 7   | 3  | 2  | 1  | 0  | 5  | 1  |
| Croàcia   | 6   | 3  | 2  | 0  | 1  | 4  | 3  |
| Dinamarca | 4   | 3  | 1  | 1  | 1  | 4  | 4  |
| Turquia   | 0   | 3  | 0  | 0  | 3  | 0  | 5  |

## Fase final
|  | Quarts de final                       | Quarts de final               |                                       |       | Semifinals | Semifinals |  |  | Final | Final |
|  |                                       |                               |                                       |       |            |            |  |  |       |       |
|  | 22 de juny - Anfield, Liverpool       |                               |                                       |       |            |            |  |  |       |       |
|  |                                       |                               |                                       |       |            |            |  |  |       |       |
|  | Països Baixos                         | 0 (4)                         |                                       |       |            |            |  |  |       |       |
|  | Països Baixos                         | 0 (4)                         | 26 de juny - Old Trafford, Manchester |       |            |            |  |  |       |       |
|  | França (pen.)                         | 0 (5)                         |                                       |       |            |            |  |  |       |       |
|  | França (pen.)                         | 0 (5)                         | França                                | 0 (5) |            |            |  |  |       |       |
|  | 23 de juny - Villa Park, Birmingham   |                               | França                                | 0 (5) |            |            |  |  |       |       |
|  |                                       | República Txeca (pen.)        | 0 (6)                                 |       |            |            |  |  |       |       |
|  | República Txeca                       | República Txeca (pen.)        | 0 (6)                                 | 1     |            |            |  |  |       |       |
|  | República Txeca                       |                               | 30 de juny - Wembley, Londres         | 1     |            |            |  |  |       |       |
|  | Portugal                              | 0                             |                                       |       |            |            |  |  |       |       |
|  | Portugal                              | 0                             | República Txeca                       | 1     |            |            |  |  |       |       |
|  | 22 de juny - Wembley, Londres         |                               | República Txeca                       | 1     |            |            |  |  |       |       |
|  |                                       | Alemanya (pr.)                | 2                                     |       |            |            |  |  |       |       |
|  | Anglaterra (pen.)                     | Alemanya (pr.)                | 2                                     | 0 (4) |            |            |  |  |       |       |
|  | Anglaterra (pen.)                     | 26 de juny - Wembley, Londres |                                       | 0 (4) |            |            |  |  |       |       |
|  | Espanya                               | 0 (2)                         |                                       |       |            |            |  |  |       |       |
|  | Espanya                               | 0 (2)                         | Anglaterra                            | 1 (5) |            |            |  |  |       |       |
|  | 23 de juny - Old Trafford, Manchester |                               | Anglaterra                            | 1 (5) |            |            |  |  |       |       |
|  |                                       | Alemanya (pen.)               | 1 (6)                                 |       |            |            |  |  |       |       |
|  | Alemanya                              | Alemanya (pen.)               | 1 (6)                                 | 2     |            |            |  |  |       |       |
|  | Alemanya                              |                               |                                       | 2     |            |            |  |  |       |       |
|  | Croàcia                               | 1                             |                                       |       |            |            |  |  |       |       |
|  | Croàcia                               | 1                             |                                       |       |            |            |  |  |       |       |

### Final
| Alemanya                     | 2–1 | República Txeca |
| ---------------------------- | --- | --------------- |
| Bierhoff 73', 95' (gol d'or) |     | Berger 59' (p.) |

| Germany | Czech Republic |

| 1              | Andreas Köpke        |     |     |
| 6              | Matthias Sammer      | 69' |     |
| 14             | Markus Babbel        |     |     |
| 5              | Thomas Helmer        | 63' |     |
| 19             | Thomas Strunz        |     |     |
| 17             | Christian Ziege      | 91' |     |
| 21             | Dieter Eilts         |     | 46' |
| 8              | Mehmet Scholl        |     | 69' |
| 10             | Thomas Häßler        |     |     |
| 18             | Jürgen Klinsmann (c) |     |     |
| 11             | Stefan Kuntz         |     |     |
| Substitucions: |                      |     |     |
| 3              | Marco Bode           |     | 46' |
| 20             | Oliver Bierhoff      |     | 69' |
| Seleccionador: |                      |     |     |
| Berti Vogts    |                      |     |     |

| 1              | Petr Kouba          |     |     |
| 5              | Miroslav Kadlec (c) |     |     |
| 15             | Michal Horňák       | 47' |     |
| 3              | Jan Suchopárek      |     |     |
| 4              | Pavel Nedvěd        |     |     |
| 13             | Radek Bejbl         |     |     |
| 19             | Karel Rada          |     |     |
| 8              | Karel Poborský      |     | 88' |
| 14             | Patrik Berger       |     |     |
| 7              | Jiří Němec          |     |     |
| 9              | Pavel Kuka          |     |     |
| Substitucions: |                     |     |     |
| 17             | Vladimír Šmicer     |     | 88' |
| Seleccionador: |                     |     |     |
| Dušan Uhrin    |                     |     |     |

|  | Campió: ALEMANYA Tercer títol |

## Estadístiques finals
| Equip | Equip           | Pts | PJ | PG | PE | PP | GF | GC | Dif | Rend  |
| ----- | --------------- | --- | -- | -- | -- | -- | -- | -- | --- | ----- |
| 1     | Alemanya        | 14  | 6  | 4  | 2  | 0  | 10 | 3  | +7  | 77,8% |
| 2     | República Txeca | 8   | 6  | 2  | 2  | 2  | 7  | 8  | -1  | 44,4% |
| 3     | Anglaterra      | 9   | 5  | 2  | 3  | 0  | 8  | 3  | +5  | 60,0% |
| 4     | França          | 9   | 5  | 2  | 3  | 0  | 5  | 2  | +3  | 60,0% |
| 5     | Portugal        | 7   | 4  | 2  | 1  | 1  | 5  | 2  | +3  | 58,3% |
| 6     | Espanya         | 6   | 4  | 1  | 3  | 0  | 4  | 3  | +1  | 50,0% |
| 7     | Croàcia         | 6   | 4  | 2  | 0  | 2  | 5  | 5  | 0   | 50,0% |
| 8     | Països Baixos   | 5   | 4  | 1  | 2  | 1  | 3  | 4  | -1  | 41,7% |
| 9     | Dinamarca       | 4   | 3  | 1  | 1  | 1  | 4  | 4  | 0   | 44,4% |
| 10    | Itàlia          | 4   | 3  | 1  | 1  | 1  | 3  | 3  | 0   | 44,4% |
| 11    | Bulgària        | 4   | 3  | 1  | 1  | 1  | 3  | 4  | -1  | 44,4% |
| 12    | Escòcia         | 4   | 3  | 1  | 1  | 1  | 1  | 2  | -1  | 44,4% |
| 13    | Suïssa          | 1   | 3  | 0  | 1  | 2  | 1  | 4  | -3  | 11,1% |
| 13    | Rússia          | 1   | 3  | 0  | 1  | 2  | 4  | 8  | -4  | 11,1% |
| 15    | Romania         | 0   | 3  | 0  | 0  | 3  | 1  | 4  | -3  | 0,0%  |
| 16    | Turquia         | 0   | 3  | 0  | 0  | 3  | 0  | 5  | -5  | 0,0%  |

## Golejadors
| Jugador             | Selecció   | Gols |
| ------------------- | ---------- | ---- |
| Alan Shearer        | Anglaterra | 5    |
| Jürgen Klinsmann    | Alemanya   | 3    |
| Brian Laudrup       | Dinamarca  | 3    |
| Hristo Stoítxkov    | Bulgària   | 3    |
| Davor Šuker         | Croàcia    | 3    |
| Oliver Bierhoff     | Alemanya   | 2    |
| Pierluigi Casiraghi | Itàlia     | 2    |
| Matthias Sammer     | Alemanya   | 2    |
| Teddy Sheringham    | Anglaterra | 2    |

## Equip ideal UEFA All-Star
| Porters       | Defenses        | Centrecampistes  | Davanters        |
| ------------- | --------------- | ---------------- | ---------------- |
| Andreas Köpke | Laurent Blanc   | Rui Costa        | Youri Djorkaeff  |
| David Seaman  | Marcel Desailly | Didier Deschamps | Pavel Kuka       |
|               | Radoslav Látal  | Dieter Eilts     | Alan Shearer     |
|               | Paolo Maldini   | Paul Gascoigne   | Hristo Stoítxkov |
|               | Matthias Sammer | Steve McManaman  | Davor Šuker      |
|               |                 | Karel Poborský   |                  |